# پارک ملی ویگرسکی
پارک ملی ویگرسکی  (لهستانی: Wigierski Park Narodowy) یک پارک ملی در لهستان است که در استان پودلاسکی واقع شده‌است.